# Biaisband

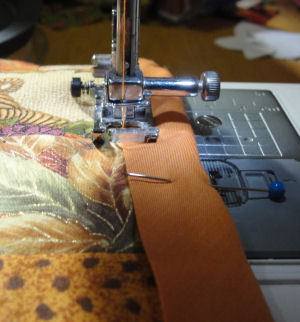
Biasband onder de naaimachine

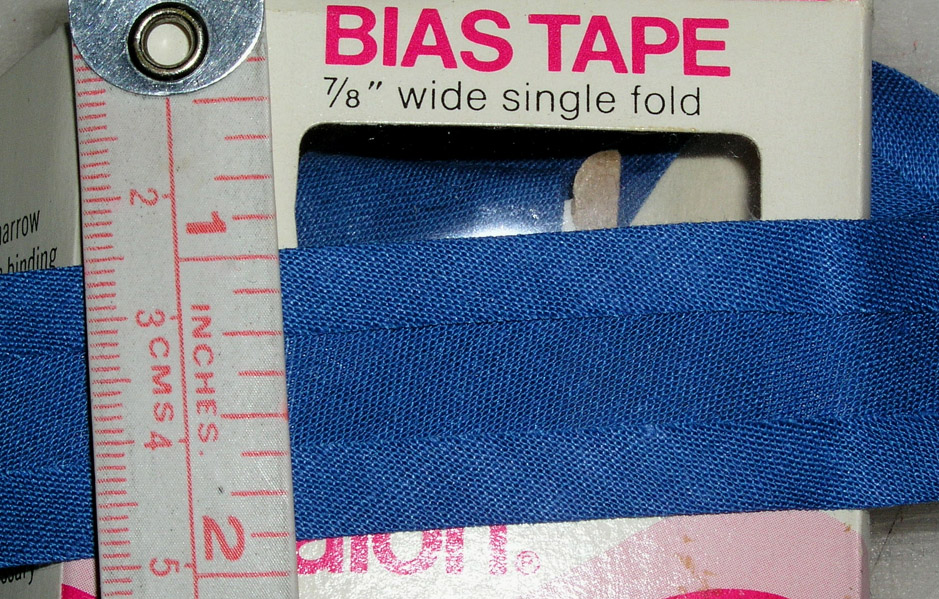
Rol biaisband

Biaisband wordt gebruikt om kledingstukken mee te kunnen zomen of decoratief af te werken. Biaisband is een in drieën gevouwen reepje stof: een breder middenstuk met twee naar binnen gevouwen flapjes. Het band is schuin geweven waardoor het kan meerekken. Het Franse woord biais betekent schuinte of geer.
Met biaisband is er vrijwel geen sprake van stofverlies bij het zetten van een zoom; de benodigde hoeveelheid stof is net zo groot als de ruimte tussen rand en eerste vouw van het band. Omdat de stof meerekt, is het mogelijk mooi afgewerkte ronde zomen te maken in bijvoorbeeld de hals of mouwopeningen. Biaisband kan zo ingezet worden dat het van buitenaf (nagenoeg) onzichtbaar is; het kan ook decoratief gebruikt worden in een zichtbare rand.
Biaisband is te koop in een fourniturenzaak, maar is ook zelf te maken.